# +44
I +44 (pronunciato plus forty-four) sono un supergruppo pop punk statunitense fondato nel 2005 da Mark Hoppus e Travis Barker, membri dei Blink-182. La band era composta inoltre da Craig Fairbaugh, dei Transplants e dei Mercy Killers, e da Shane Gallagher, dei The Nervous Return e dei Mercy Killers. Prende nome dal prefisso telefonico internazionale del Regno Unito, +44 appunto, dal momento che il progetto fu discusso per la prima volta a Londra durante l'ultimo tour europeo dei blink-182. L'album di debutto della band, When Your Heart Stops Beating, è uscito in tutto il mondo il 14 novembre 2006.

## Storia del gruppo
Dopo la pausa a tempo indefinito dei blink-182 nel 2005, Mark e Travis decisero di continuare comunque a suonare. A marzo dello stesso anno entrarono in sala registrazioni per comporre le prime demo del loro nuovo gruppo, appunto i +44. Una delle prime canzoni registrate dagli allora soli Mark e Travis fu No It Isn't, che aveva come tema la fine dei blink-182. Travis pensò che nel finale ci sarebbe stata bene una voce femminile di fondo e decise di chiamare una sua amica di vecchia data, Carol Heller. Ritennero i risultati così soddisfacenti che gli ex-blink decisero di integrare completamente Carol nella band. Dopo l'uscita dell'album, una delle canzoni composte dal terzetto e poi inserite in When Your Heart Stops Beating era Make You Smile, all'inizio chiamata Killing Puppy Machine.
Dopo poco tempo, Heller disse di non trovarsi più bene nella direzione che la band stava prendendo, cioè il punk rock, e decise di lasciare il gruppo per dedicarsi alla famiglia. Carol fu rimpiazzata dai due chitarristi Shane Gallagher e Craig Fairbaugh nei primi mesi nel 2006, e la band riprese a suonare. La seconda demo pubblicata fu Lycanthrope, dai toni oscuri, veloce e punk. Dopo qualche mese, fu prodotta la terza demo, When Your Heart Stops Beating, che poi darà il nome all'album. Quarta e ultima uscita fu Cliff Diving.

### When Your Heart Stops Beating
Non appena si seppe che l'album sarebbe uscito a fine 2006, incominciarono le supposizioni sul nome che avrebbe avuto. All'inizio avrebbe dovuto chiamarsi Little Death, come una delle tracce dell'album, ma non fu così. Il vero nome fu poi rivelato essere When Your Heart Stops Beating, come l'omonimo singolo. Il loro primo concerto si tenne al Roxy Theatre (Hollywood) il 7 settembre 2006, con una seconda apparizione al London Astoria. Nell'autunno del 2006 seguirono altre date statunitensi.
L'album uscì il 13 novembre dello stesso anno, prodotto da Hoppus e Barker e con l'amico Jerry Finn come produttore esecutivo. Negli Stati Uniti, l'album debuttò al numero 10 della classifica Billboard 200, vendendo circa 66 000 copie solo nella prima settimana.
Le date dell'agosto 2007 furono rimandate; Hoppus disse che la band aveva deciso di rientrare in studio in preparazione di un secondo album. In seguito fecero sapere che il nuovo album sarebbe stato pubblicato con la Interscope Records. In realtà l'album non venne mai pubblicato. Con la riunione dei blink-182 del febbraio 2009, Hoppus dichiarò in un'intervista dell'Alternative Press che si trovava molto bene con i due chitarristi, Gallagher e Fairbaugh, ma che tutte le sue energie da quel momento sarebbero state riversate sul progetto blink-182, facendo intendere che i +44 sarebbero rimasti in pausa a tempo indeterminato.

## Formazione

### Ultima
- Mark Hoppus – voce, basso
- Travis Barker – batteria, tastiere
- Craig Fairbaugh – chitarra ritmica, seconda voce
- Shane Gallagher – chitarra solista

### Ex componenti
- Carol Heller – chitarra, voce

## Discografia

### Album in studio
- 2006 – When Your Heart Stops Beating

### Singoli
- 2005 – No, It Isn't
- 2006 – Lycanthrope
- 2006 – Cliff Diving
- 2006 – When Your Heart Stops Beating
- 2007 – Baby Come On
- 2007 – 155

### Apparizioni in compilation
- 2007 – Punk Goes Acoustic 2

## Videografia
Video musicali
- 2006 – When Your Heart Stops Beating
- 2006 – Chapter 13
- 2007 – 155